# 梅赛德斯-AMG F1 W11 E Performance
梅賽德斯-AMG F1 W11 E Performance（英语：Mercedes-AMG F1 W11 E Performance）, 通稱為梅賽德斯 W11，是2020年一级方程式世界锦标赛梅赛德斯车队的比賽用車。由梅赛德斯AMG车队在詹姆斯·埃里森，約翰·奧雲，邁克·埃利奧特，洛伊克·塞拉，Ashley Way，賈羅德·墨菲，Emiliano Giangiulio，Eric Blandin，Giacomo Tortora 指導下设计和制造的一级方程式赛车。 這賽車由路易斯·漢米爾頓和瓦尔特利·博塔斯他們分別在車隊效力了第八個賽季和第四個賽季。2020年威廉姆斯車隊車手和梅賽德斯青訓車手喬治·羅素也在2020年薩基爾大獎賽上駕駛此車，此前漢米爾頓因嚴重急性呼吸系統綜合症冠狀病毒2型檢測呈陽性后被迫缺席該賽事，喬治·羅素代替他參加。該車原計劃在2020年澳大利亞大獎賽上首次亮相，但由於比賽被取消並且賽曆上至少七場即將舉行的賽事被延遲，以應對2019冠状病毒病疫情。F1 W11在2020年奧地利大獎賽上首次亮相。賽季開始的延遲使車隊能夠解決他們對賽車可靠性的隱憂。
W11獲得了13場胜利（漢米爾頓11場，博塔斯2場），15個杆位（漢米爾頓10個，博塔斯5個），9個最快圈速（漢米爾頓6個，博塔斯2個，羅素1個），排位賽1-2位12次，並在17場比賽中獲得5次 1-2位完賽的成績。憑藉它，梅賽德斯連續第七次獲得車隊冠軍，打破了之前由法拉利保持的連續車隊冠軍記錄。由於在各個一級方程式賽道上創造了無數的賽道記錄，W11被認為是有史以來最偉大的賽車之一。

## 背景資料
W11有一個梅賽德斯開發的系統，稱為雙軸轉向(DAS)，允許車手調整前輪的toe，以拉或推方向盤的方式優化機械抓地力。DAS允許駕駛員通過零前軸更有效地加熱汽車的輪胎，但通過使用正前軸允許更好的轉彎能力，這一功能在長直道的賽道上特別重要。在2020年錦標賽之後，DAS被從賽車上移除，因為該系統被禁止用與2021賽季。後懸架的設計與以前的汽車相比有所改變，目的是減少轉向不足。

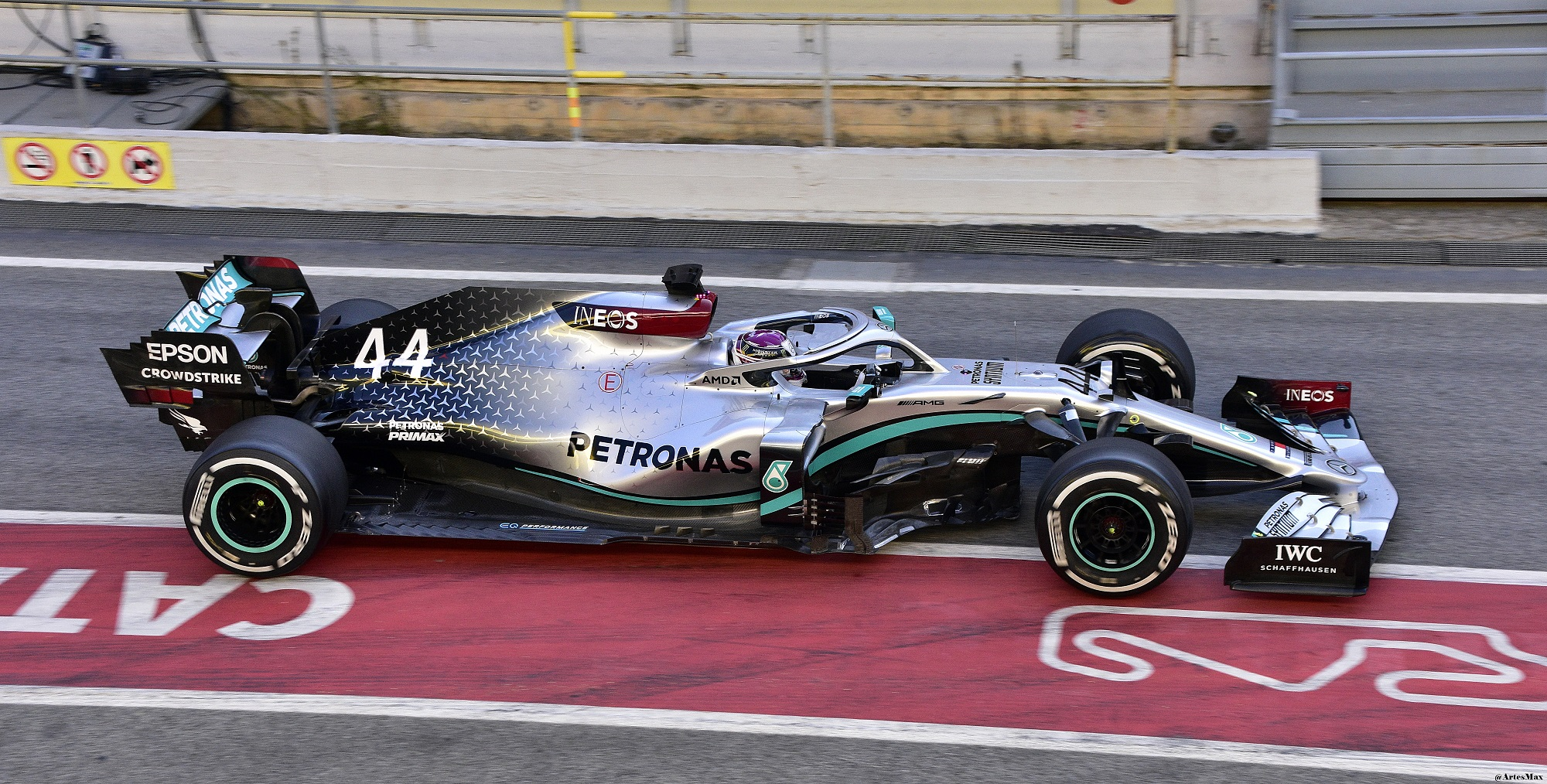
W11 的原始塗裝，由 路易斯·漢米爾頓在季前測試期間駕駛。

隨著賽季的推遲以及全球對 Black Lives Matter 運動的支持，在6月下旬宣布W11將以黑色作為主色，而不是傳統的銀色。車手路易斯·漢米爾頓（Lewis Hamilton）提議改變塗裝，他說他希望車隊不僅僅通過社交媒體帖子來表達對這項事業的支持，這導致了採用新塗裝的想法，並發起了一項改善車隊內部多樣性有色人種權益的運動。

## 賽季回顧

### 季初
在賽季開幕戰奧地利大獎賽上，博塔斯獲得了杆位的資格。漢米爾頓最初排在第二位，但在比賽開始前，他因在排位賽結束時未能在黃旗期間充分減速而被罰退三位，跌至第五位。儘管兩位車手都不得不處理比賽期間出現的變速箱問題，但博塔斯還是贏得了比賽，這是他職業生涯的第八場勝利。漢米爾頓迅速升上到第二位，但在比賽的最後幾圈因與亚历山大·阿尔本 發生碰撞而被罰 5 秒。漢密爾頓以第二名越過終點線，但罰時將讓他降至第四名。漢米爾頓在受降雨影響的施蒂里亞大獎賽排位賽中獲得杆位，領先最接近的對手馬克斯·維斯塔潘超過1.2秒。漢米爾頓在比賽的大部分時間都處於領先地位，並獲得了W11的連續第二場胜利，而博塔斯在最後幾圈超越維斯塔潘，以第四名的成績獲得第二名。
在2020年匈牙利大獎賽上，梅賽德斯在排位賽中輕鬆取得第一和第二位，W11的速度明顯比其他人快，漢米爾頓和博塔斯在排位賽中擊敗了最接近的競爭對手，獲得第三名蘭斯·斯托爾，超過一秒鐘。漢米爾頓拿下杆位，領先博塔斯 0.1 秒。漢米爾頓贏得比賽，這是他在匈牙利赛道的連續第二場胜利和第八次勝利，追平了在一個賽道贏得最多勝利的記錄。博塔斯起步時就犯了一個錯誤，他在燈熄滅前稍微移動了一點，然後停下了他的車，再慢慢地起步了，在一個轉彎處下跌到第六位。他避免了搶跑的懲罰，並設法上升到第三名，在第二名的馬克斯·維斯塔潘后完賽。 在2020年英國大獎賽上，漢米爾頓以超過0.3秒的優勢連續第三次領先博塔斯，帶領梅賽德斯再次取得排位賽第一和第二名的成績。博塔斯以0.7秒的優勢領先排在第三位的維斯塔潘。路易斯·漢米爾頓在比賽開始時從杆位領先，在整個比賽中建立了很大的領先優勢。在大獎賽的最後階段，博塔斯和漢密爾頓分別在第50圈和第52圈遭遇輪胎剝離的問題，導致博塔斯需要進入維修站，使他跌至第11位。漢米爾頓在整個最後一圈被迫因輪胎剝離而要拖著破爛的輪胎越過終點線，隨著漢密爾頓越過終點線，與第二名的差距從30秒縮小到約6秒。
在70周年大獎賽上，梅賽德斯再次在排位賽中不受挑戰，因為博塔斯帶領梅賽德斯再次前排鎖定，僅以0.063秒領先漢密爾頓獲得杆位，而霍肯伯格則落後0.8秒。由於高溫導致輪胎過度磨損和起泡，梅賽德斯在比賽苦苦掙扎。因此，紅牛車隊車手馬克斯·維斯塔潘勝出這場比賽這是梅賽德斯在2020年首次未能贏得比賽。

### 季中
在西班牙大獎賽上，梅賽德斯繼續在排位賽中佔據主導地位，漢米爾頓連續第四次奪得杆位，排位賽比博塔斯快0.059 秒，博塔斯比第三名維斯塔潘快0.7秒以上。漢密爾頓在比賽中取得了勝利，每一圈都領先，並以超過 24 秒的時間領先第二名的維斯塔潘。此外，漢米爾頓還創造了新的一級方程式紀錄，他在職業生涯中第156次登上領獎台，超越了邁克爾·舒馬赫的歷史紀錄。博塔斯開局不佳，在第一個彎道跌至第四位。儘管他能夠恢復並重新獲得第三名，但他未能超越維斯塔潘，在車手積分榜上被他超越。
在比利時大獎賽上，漢米爾頓以1:41.252的成績創造了斯帕-弗朗科尔尚赛道的新紀錄，排位賽領先第二名的隊友博塔斯半秒.在這場比賽中，兩人以1-2位完成比賽，是車隊本賽季第二場比賽做到1-2位完賽，漢米爾頓從起跑領先到結束，博塔斯領先紅牛的維斯塔潘排名第二。漢米爾頓將他在車手錦標賽中的領先優勢擴大到距離第二名的維斯塔潘47分和第三名的博塔斯50分。進入賽季的第二階段，梅賽德斯在車隊積分榜上領先的第二位的紅牛車隊，他們將領先優勢提高到86分。

### 季尾
漢米爾頓在巴林大獎賽中獲勝，但博塔斯在安全車下爆胎後獲得第八名。其後漢米爾頓在冠狀病毒檢測呈陽性後被迫錯過2020年薩基爾大獎賽，並被威廉姆斯車手和梅賽德斯年輕車手喬治·拉塞爾代替參賽。拉塞爾以第二名發車，在開始時超越了獲得杆位的博塔斯，並在大部分比賽中領先。在第二次進站時，梅賽德斯犯了一個錯誤，拉塞爾意外地換上了博塔斯的輪胎，迫使拉塞爾需要在接下來的一圈再次進站。隨後的一次爆胎讓拉塞爾失去了一個潛在的領獎台機會甚至是勝利的機會，他拿到了最快的圈速並以第九名完賽。博塔斯以第八名完賽，比賽結束前在用舊輪胎時表現不佳。 漢米爾頓在阿布扎比大獎賽之前與博塔斯一起進行了一系列的冠狀病毒測試，並檢測呈陰性，這意味著漢米爾頓可以在賽季閉幕戰中回歸，而則羅素回到了威廉姆斯。

## 一級方程式參賽記錄
(賽果底色示意列表)

粗體－桿位 斜體－最快圈速 * – 賽季進行中 

† –  車手未完成賽事，但已完成90%的原定賽程，因而有排名 

‡ –  由於未完成預定距離的75％，因此該場比賽只能獲得一半積分 

| 奧     |                 | 匈                                   | 英 | 周年 | 西              | 比 |   | 托 | 俄 | 艾費 | 葡 | 艾米 | 土 | 巴林 | 薩 | 阿  |   |   |    |   |    |   |     |     |
| 2020年 | 梅赛德斯AMG车队 | 梅賽德斯F1 M11 EQ Performance 1.6V6t | P  |      |                 |    |   |    |    |      |    |      |    |      |    |     |   |   |    |   |    |   |     |     |
| 2020年 | 梅赛德斯AMG车队 | 梅賽德斯F1 M11 EQ Performance 1.6V6t | P  | 44   | 路易斯·漢米爾頓 | 4  | 1 | 1  | 1  | 2    | 1  | 1    | 7  | 1    | 3  | 1   | 1 | 1 | 1  | 1 | WD | 3 | 1st | 573 |
| 2020年 | 梅赛德斯AMG车队 | 梅賽德斯F1 M11 EQ Performance 1.6V6t | P  | 63   | 乔治·拉塞尔     |    |   |    |    |      |    |      |    |      |    |     |   |   |    |   | 9  |   | 1st | 573 |
| 2020年 | 梅赛德斯AMG车队 | 梅賽德斯F1 M11 EQ Performance 1.6V6t | P  | 77   | 維爾特利·鮑達斯 | 1  | 2 | 3  | 11 | 3    | 3  | 2    | 5  | 2    | 1  | Ret | 2 | 2 | 14 | 8 | 8  | 2 | 1st | 573 |
| 來源:  |                 |                                      |    |      |                 |    |   |    |    |      |    |      |    |      |    |     |   |   |    |   |    |   |     |     |

## 外部鏈接
- 車隊官方網站網站上的資料 （页面存档备份，存于）